# Autobus Atac Lancia Eptajota
Gli autobus Lancia Eptajota della rete di Roma sono stati un gruppo di otto veicoli autobus adibiti al servizio urbano della città.

## Storia

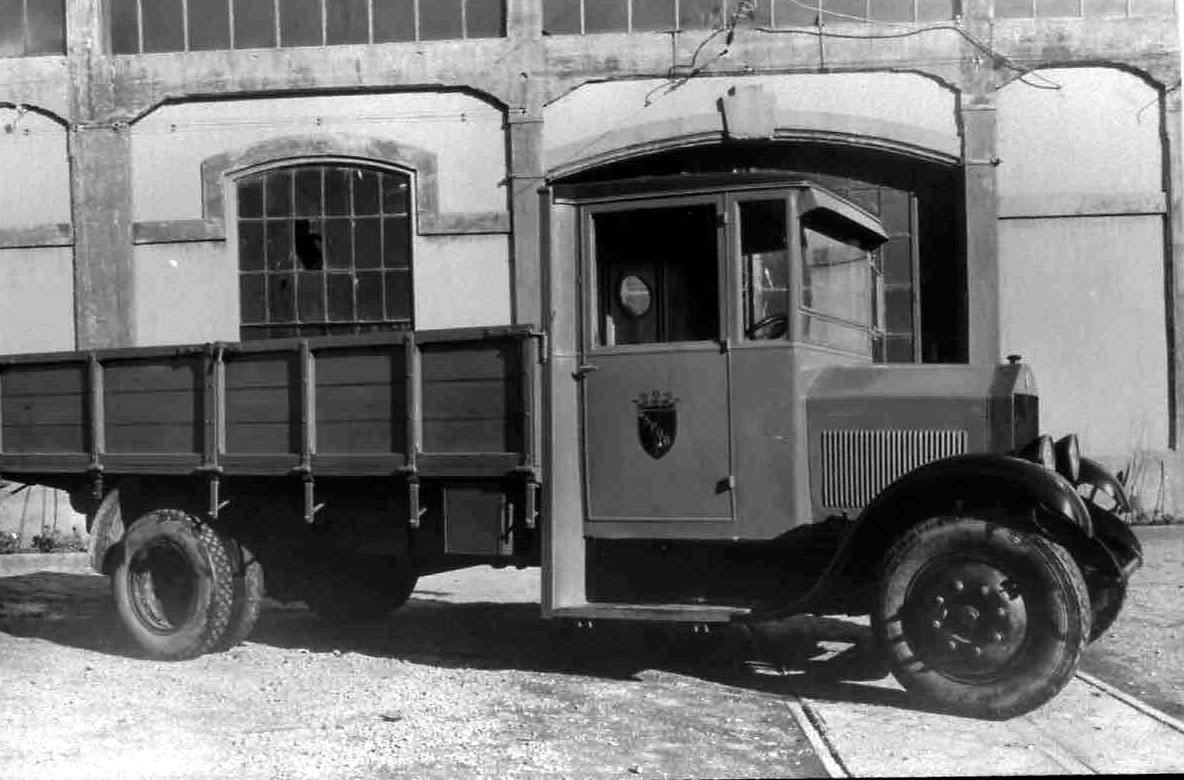
Un Lancia Eptajota trasformato in autocarro.

Quando la rete autobus viene affidata in appalto alla Società anonima Trasporti Ugolini - T.U. a Roma circolano 48 autobus SPA C-9000, dei quali il nuovo esercente ne acquisisce 29. La Ugolini preferisce infatti ampliare il proprio parco con autobus ad accumulatori, detti autoelettriche, la cui resa in servizio è tuttavia pessima. La gestione in economia del servizio, che si ripercuote sulla manutenzione dei mezzi e sulla lunghezza dei turni del personale, porta l'appaltatore ben presto in crisi. Causa l'anno santo del 1925 il comune noleggia dalla Lancia le otto vetture Eptajota per migliorare il servizio autobus su alcuni itinerari ritenuti fondamentali per l'evento, e tale noleggio si protrae fino alla revoca dell'appalto (19 settembre 1927).

## Tecnica e vicende
Di queste specifiche vetture non esiste nulla di significativo nella documentazione aziendale e in quella del comune. La notizia della trazione posteriore ad albero cardanico è stata trovata in un articolo del quotidiano La Tribuna. Gli autobus si presentano con due accessi per lato, pratica comune in quegli anni per il graduale cambiamento del senso di marcia da sinistra a destra (che a Roma entra in vigore il 1 marzo 1925), apparentemente senza alcun tipo di chiusura. Tutte le otto vetture sono ritirate dal servizio entro il 1935. Alcune (almeno tre), sono successivamente trasformate in veicoli di servizio o autocarri.

## Numerazione
In ambito ATAG sono numerate da 011 a 025, numeri solo dispari. In un ordine di servizio è precisato che questi numeri "sono assegnati alle vetture in relazione al mantenimento in servizio di autobus del tipo Eptaiota e all'entrata in servizio di nuovi autobus di tipo Omicron metallici", ciò che fa pensare che agli Eptaiota fosse stata prima assegnata la numerazione nel centinaio 200, poi data agli Omicron, o che l'ATAG volesse inizialmente restituirle alla Lancia.